# Полісся (Городниця)
Футбольний клуб «Полісся» Городниця — український аматорський футбольний клуб із селища Городниця Звягельського району Житомирської області, заснований у 2011 році. Виступає у Чемпіонаті та Кубку Житомирської області. Домашні матчі приймає на стадіоні «Колос».

## Досягнення
- Чемпіонат Житомирської області
  - Чемпіон: 2013, 2017
  - Срібний призер: 2012, 2016
  - Бронзовий призер: 2018
- Кубок Житомирської області
  - Володар: 2012
  - Фіналіст: 2013, 2019.